# Isle of Man TT 1966
De Isle of Man TT 1966 was de tiende Grand Prix van het wereldkampioenschap wegrace-seizoen 1966. De races werden verreden van 28 augustus tot en met 2 september op het eiland Man. Alle klassen kwamen aan de start. De wereldtitels in de 125cc-klasse, de 250cc-klasse, de 350cc-klasse en de zijspanklasse waren al beslist.

## Algemeen
De TT van Man werd in 1966 verschoven van het voorjaar (eind mei-begin juni) naar eind augustus-begin september vanwege de op 16 mei door de National Union of Seamen uitgeroepen zeeliedenstaking, waardoor de havens van Londen, Southampton en Liverpool stil werden gelegd. Vanuit Liverpool werden de veerdiensten naar Ramsey op het Eiland Man verzorgd. De verplaatsing veroorzaakte echter ook problemen, want omdat in september ook de Manx Grand Prix verreden werd, was het leven op het eiland een maand ontregeld. Voor coureurs en teams was het dan weer praktisch: onderweg van de Ulster Grand Prix naar de GP des Nations was het eiland Man een logische en vooral tijd- en geldbesparende tussenstop. In de races had RAF-korporaal Chris Conn een goede week: hij werd derde, zowel in de Junior TT als in de Senior TT.

### Ongevallen
Tijdens de training op vrijdag 26 augustus verongelukte Kawasaki-fabrieksrijder Toshio Fujii bij Cruickshanks Corner in Ramsey. Tijdens de Lightweight 250 cc TT op zondag 28 augustus verongelukte Brian Duffy met een Yamaha TD 1 B ter hoogte van de Mountain Box. Tijdens de trainingen viel Tarquinio Provini tussen Alpine Cottage en Balla Cobb, waarbij hij verlamd raakte en zijn carrière moest beëindigen.

### Reglementen
De Auto-Cycle Union leek de reglemenenten naar eigen believen te interpreteren. Op 28 augustus werd Fritz Scheidegger gediskwalificeerd omdat hij bij een gewone benzinepomp Esso had getankt. Hij had dat ook op zijn trainingsformulier ingevuld, maar later ontdekte men dat rijders die geen contract met een benzinemerk hadden de door de organisatie verstrekte Shell of BP moesten gebruiken. Nadat hij al als winnaar was gehuldigd werd hij alsnog gediskwalificeerd. Anders ging het met Mike Hailwood. Die reed op 31 augustus in de Lightweight 125 cc TT (182 km) en in de Junior TT (364 km). Samen was dat 546 km, terwijl een coureur reglementair niet meer dan 500 km op een dag mocht racen. Dat was de reden geweest dat Hailwood in de GP van de DDR niet in de 250cc-race was gestart. De TT-organisatie vond het echter geen probleem dat hij op Man wel meer dan 500 km zou rijden.

### Jim Redman
Jim Redman kwam wel naar het eiland Man, maar zijn seizoen was verloren nadat hij tijdens de GP van België een arm gebroken had. Men verwachtte dat hij elk moment weer zou kunnen racen, maar halverwege de trainingsweek gaf hij een persconferentie waarin hij bekendmaakte te stoppen met racen.

## Senior TT
Vrijdag 2 september, zes ronden (364 km)
Het 500cc-wereldkampioenschap was nog steeds open. Giacomo Agostini had netto 34 punten (uit de beste vijf wedstrijden), maar Mike Hailwood kon met twee overwinningen nog op 38 punten komen. In de Senior TT begon Agostini, die 20 seconden ná Hailwood mocht starten, voortvarend. Bij Ballacraine had hij 2 seconden voorsprong, maar halverwege de eerste ronde had Hailwood de situatie omgedraaid en aan het einde van die ronde lag Hailwood al 6,2 seconden voor. Agostini gaf het al vrij snel op en toen het begon te regenen ging het tempo er helemaal uit. Aan het einde van de race had Mike Hailwood 2½ minuut voorsprong op Agostini. Derde werd Chris Conn (Norton). Agostini schoot met zijn zes punten niets op: het werd een nieuw streepresultaat en hij bleef op 34 punten staan. Als Hailwood in Italië zou winnen had Agostini aan de tweede plaats zelfs niet genoeg om wereldkampioen te worden.

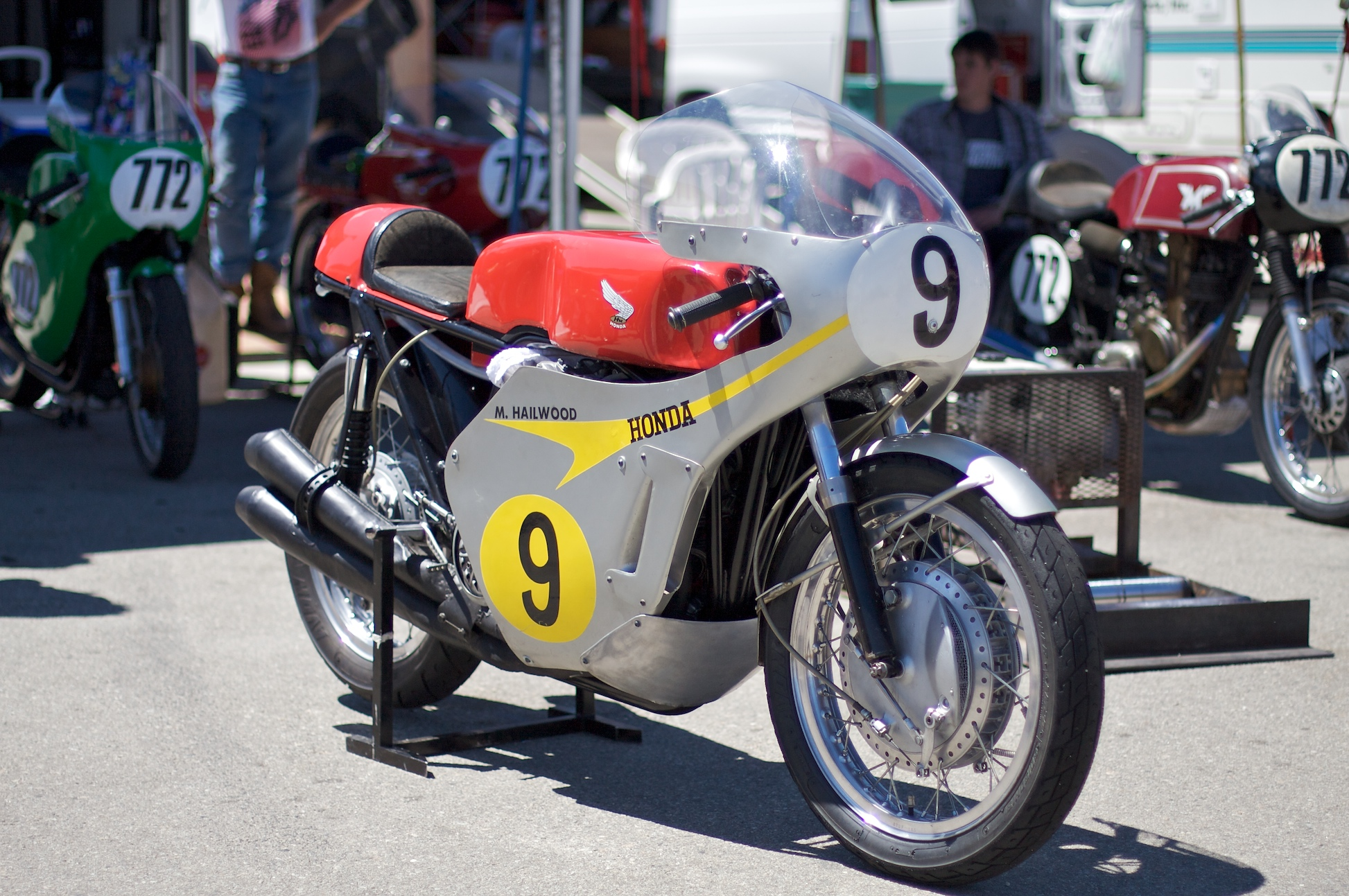
De Honda RC 181 stond niet te boek als een goede stuurmachine, maar de circuitkennis van Mike Hailwood maakte veel goed.

| Pos | Coureur           | Merk               | Tijd      | Punten |
| --- | ----------------- | ------------------ | --------- | ------ |
| 1   | Mike Hailwood     | Honda              | 2:11"44'8 | 8      |
| 2   | Giacomo Agostini  | MV Agusta          | 2:14"22'6 | 6      |
| 3   | Chris Conn        | Norton             | 2:22"26'8 | 4      |
| 4   | John Blanchard    | Seeley-Matchless   | 2:22"58'0 | 3      |
| 5   | Ron Chandler      | Matchless          | 2:24"20'4 | 2      |
| 6   | František Šťastný | Jawa-ČZ            | 2:24"36'0 | 1      |
| 7   | Peter Williams    | Matchless          | 2:25"05'8 |        |
| 8   | Jack Findlay      | McIntyre-Matchless | 2:25"54'0 |        |
| 9   | Billy McCosh      | Matchless          | 2:27"36'2 |        |
| 10  | Malcolm Stanton   | Norton             | 2:27"40'0 |        |
| 11  | Kel Carruthers    | Norton             | 2:27"54'6 |        |
| 12  | Fred Stevens      | Métisse-Matchless  | 2:29"50'0 |        |
| 13  | George Fogarty    | Matchless          | 2:30"05'8 |        |
| 14  | Roly Capner       | Matchless          | 2:30"36'6 |        |
| 15  | Charlie Sanby     | Norton             | 2:31"41'2 |        |
| 16  | Billy Anderson    | Matchless          | 2:32"15'4 |        |
| 17  | Neville Landrebe  | Matchless          | 2:33"46'8 |        |
| 18  | Maurice Hawthorne | Norton             | 2:35"15'6 |        |
| 19  | Dan Shorey        | Norton             | 2:35"34'6 |        |
| 20  | David Lloyd       | Norton             | 2:35"43'4 |        |

| Coureur       | Merk      | Oorzaak |
| ------------- | --------- | ------- |
| Eduard Lenz   | Matchless |         |
| Jack Ahearn   | Norton    |         |
| John Dodds    | Norton    |         |
| Mike Duff     | Matchless |         |
| Bill Smith    | Matchless |         |
| Billie Nelson | Norton    |         |
| Rony Rutter   | Norton    |         |

| Coureur          | Merk              | Oorzaak |
| ---------------- | ----------------- | ------- |
| Eric Hinton      | Norton            |         |
| Gyula Marsovszky | Matchless         |         |
| Walter Scheimann | Norton            |         |
| John Cooper      | Norton            |         |
| John Mawby       | Norton            |         |
| Lewis Young      | Métisse-Matchless |         |
| Stuart Graham    | Matchless         |         |
| Jim Redman       | Honda             | Gestopt |

### Top tien tussenstand 500cc-klasse
| Pos | Coureur           | Merk               | Ptn     |
| --- | ----------------- | ------------------ | ------- |
| 1   | Giacomo Agostini  | MV Agusta          | 36 (46) |
| 2   | Mike Hailwood     | Honda              | 30      |
| 3   | Jack Findlay      | McIntyre-Matchless | 17      |
| 3   | František Šťastný | Jawa-ČZ            | 17      |
| 5   | Jim Redman        | Honda              | 16      |
| 6   | Gyula Marsovszky  | Matchless          | 13      |
| 6   | Jack Ahearn       | Norton             | 13      |
| 8   | Stuart Graham     | Matchless          | 11      |
| 9   | Ron Chandler      | Matchless          | 6       |
| 9   | Chris Conn        | Norton             | 6       |

(Punten tussen haakjes zijn inclusief streepresultaten)

## Junior TT
Woensdag 31 augustus, zes ronden (364 km)
De start van Mike Hailwood in de Junior TT was op zichzelf al opmerkelijk. De ACU, die eerder zo streng was met de reglementen en Fritz Scheidegger in de Sidecar TT gediskwalificeerd had omdat hij bij een "burger"-benzinepomp zijn benzine had gekocht, liet Mike Hailwood gewoon deelnemen aan de 364 km lange race. Hij had 's middags al 182 km in de Lightweight 125 cc TT gereden en daarmee kwam zijn dagtotaal op 546 km, terwijl er een reglementair maximum van 500 km was. Hier werd duidelijk met twee maten gemeten. Het ging echter niet goed met Mike Hailwood. Bij Ballacraine, na 13 km rijden, was hij al ingehaald door Giacomo Agostini die 20 seconden na hem was gestart. Bij de doorkomst bij Ballacraine klonk Hailwood's Honda RC 173 erg slecht en bij Bishopscourt stond hij stil. Honda had de jonge Stuart Graham niet in de 350cc-Junior TT ingezet, Jim Redman was gestopt en daarmee was de dreiging van Honda dus voorbij. De Britse merken konden daardoor weer podiumplaatsen pakken: Peter Williams werd met een AJS 7R tweede en Chris Conn met een Norton 40M derde.
| Pos | Coureur           | Merk       | Tijd      | Punten |
| --- | ----------------- | ---------- | --------- | ------ |
| 1   | Giacomo Agostini  | MV Agusta  | 2:14"40'4 | 8      |
| 2   | Peter Williams    | AJS        | 2:24"46'6 | 6      |
| 3   | Chris Conn        | Norton     | 2:26"45'4 | 4      |
| 4   | Jack Ahearn       | Norton     | 2:26"49'8 | 3      |
| 5   | František Boček   | Jawa-ČZ    | 2:26"56'4 | 2      |
| 6   | John Blanchard    | Seeley-AJS | 2:27"14'2 | 1      |
| 7   | Griff Jenkins     | Norton     | 2:27"19'0 |        |
| 8   | Dave Simmonds     | Honda      | 2:27"20'2 |        |
| 9   | František Šťastný | Jawa-ČZ    | 2:28"51'4 |        |
| 10  | Bill Smith        | AJS        | 2:29"50'2 |        |
| 11  | Dennis Gallagher  | AJS        | 2:29"53'0 |        |
| 12  | George Fogarty    | AJS        | 2:31"41'8 |        |
| 13  | Derek Lee         | AJS        | 2:32"00'6 |        |
| 14  | Billie Nelson     | Norton     | 2:32"02'8 |        |
| 15  | Selwyn Griffiths  | AJS        | 2:32"34'8 |        |
| 16  | Peter Darvill     | Norton     | 2:32"59'0 |        |
| 17  | Norman Price      | Norton     | 2:33"22'4 |        |
| 18  | G. Barnacle       | AJS        | 2:33"23'0 |        |
| 19  | Ron Chandler      | AJS        | 2:33"25'2 |        |
| 20  | Vincent Duckett   | AJS        | 2:33"41'2 |        |
| 26  | Tony Rutter       | Norton     | 2:36"32'8 |        |

| Coureur           | Merk    | Oorzaak  |
| ----------------- | ------- | -------- |
| Tarquinio Provini | Benelli | Blessure |

| Coureur        | Merk      | Oorzaak |
| -------------- | --------- | ------- |
| Kel Carruthers | Norton    |         |
| Gustav Havel   | Jawa      |         |
| Heinz Rosner   | MZ        |         |
| Joe Dunphy     | Norton    |         |
| Mike Hailwood  | Honda     |         |
| Alberto Pagani | Aermacchi |         |

| Coureur          | Merk      | Oorzaak |
| ---------------- | --------- | ------- |
| Bill Ivy         | Yamaha    |         |
| Phil Read        | Yamaha    |         |
| Stuart Graham    | AJS       |         |
| Tommy Robb       | Bultaco   |         |
| Gilberto Milani  | Aermacchi |         |
| Renzo Pasolini   | Aermacchi |         |
| Silvio Grassetti | Bianchi   |         |
| Kenzo Muromachi  | Honda     |         |
| Bruce Beale      | Honda     |         |
| Jim Redman       | Honda     | Gestopt |
| Kent Andersson   | Husqvarna |         |
| Byron Black      | Honda     |         |

### Top tien tussenstand 350cc-klasse
| Pos | Coureur           | Merk           | Ptn |                |
| --- | ----------------- | -------------- | --- | -------------- |
| 1   | Mike Hailwood     | Honda          | 48  | wereldkampioen |
| 2   | Giacomo Agostini  | MV Agusta      | 40  |                |
| 3   | Renzo Pasolini    | Aermacchi      | 11  |                |
| 3   | František Šťastný | Jawa / Jawa-ČZ | 11  |                |
| 3   | Gustav Havel      | Jawa           | 11  |                |
| 6   | Heinz Rosner      | MZ             | 10  |                |
| 7   | Jack Ahearn       | Norton         | 8   |                |
| 8   | Bruce Beale       | Honda          | 7   |                |
| 9   | Tarquinio Provini | Benelli        | 6   |                |
| 9   | Peter Williams    | AJS            | 6   |                |

(Punten tussen haakjes zijn inclusief streepresultaten)

## Lightweight 250 cc TT
Zondag 28 augustus, zes ronden (364 km)
In de Lightweight 250 cc TT startten liefst 90 deelnemers. Dat Mike Hailwood en Stuart Graham favoriet waren was wel duidelijk, maar Hailwood verbrak al in de eerste ronde, met staande start, de bestaande ronderecords in de 250- én de 350cc-klasse. Hij bleef zelfs slechts 3,4 km/h onder het bestaande 500cc-record. Na de eerste ronde reed Phil Read al 40 seconden achter Hailwood maar hij viel in de tweede ronde bij Ginger Hall uit. Bill Ivy kon het Stuart Graham nog even lastig maken, maar viel toen ook uit. Graham werd aldus tweede achter Hailwood en tot grote vreugde van het Britse publiek werd de derde plaats ingenomen door Peter Inchley met een Villiers-Special met Bultaco-frame.
| Pos | Coureur             | Merk             | Tijd      | Punten |
| --- | ------------------- | ---------------- | --------- | ------ |
| 1   | Mike Hailwood       | Honda            | 2:13"26'0 | 8      |
| 2   | Stuart Graham       | Honda            | 2:19"20'0 | 6      |
| 3   | Peter Inchley       | Bultaco-Villiers | 2:28"34'4 | 4      |
| 4   | František Šťastný   | Jawa             | 2:31"09'9 | 3      |
| 5   | Jack Findlay        | Bultaco          | 2:32"56'2 | 2      |
| 6   | Bill Smith          | Bultaco          | 2:35"01'4 | 1      |
| 7   | Terry Grotefeld     | Padgett-Yamaha   | 2:36"30'6 |        |
| 8   | Rex Butcher         | Aermacchi        | 2:37"14'2 |        |
| 9   | George Plenderleith | Honda            | 2:37"21'6 |        |
| 10  | B. Richards         | Bultaco          | 2:37"24'8 |        |
| 11  | Gordon Keith        | Aermacchi        | 2:38"45'6 |        |
| 12  | Barry Smith         | Suzuki           | 2:43"54'8 |        |
| 13  | Albert Moule        | Aermacchi        | 2:44"01'0 |        |
| 14  | Jim Curry           | Honda            | 2:44"46'4 |        |
| 15  | P. Conran           | Bultaco          | 2:54"05'0 |        |
| 16  | A. Dyde             | Royal Enfield    | 2:57"17'0 |        |

| Coureur        | Merk      | Oorzaak |
| -------------- | --------- | ------- |
| Kevin Cass     | Bultaco   |         |
| Len Atlee      | Cotton    |         |
| Mike Duff      | Yamaha    |         |
| Heinz Rosner   | MZ        |         |
| Bill Ivy       | Yamaha    |         |
| Phil Read      | Yamaha    |         |
| Tommy Robb     | Bultaco   |         |
| Alberto Pagani | Aermacchi |         |
| Brian Duffy    | Yamaha    | Val (†) |

| Coureur           | Merk          | Oorzaak  |
| ----------------- | ------------- | -------- |
| Gyula Marsovszky  | Bultaco       |          |
| Günter Beer       | Honda         |          |
| Daniel Lhéraud    | Yamaha        |          |
| Bob Anderson      | Yamaha        |          |
| Derek Woodman     | MZ            | Blessure |
| Selwyn Griffiths  | Royal Enfield |          |
| Giuseppe Visenzi  | Aermacchi     |          |
| Renzo Pasolini    | Aermacchi     |          |
| Akiyasu Motohashi | Yamaha        |          |
| Hiroshi Hasegawa  | Yamaha        |          |
| Ginger Molloy     | Bultaco       |          |
| Bruce Beale       | Honda         |          |
| Jim Redman        | Honda         | Gestopt  |
| Kent Andersson    | Husqvarna     |          |

### Top tien tussenstand 250cc-klasse
| Pos | Coureur           | Merk    | Ptn     |                |
| --- | ----------------- | ------- | ------- | -------------- |
| 1   | Mike Hailwood     | Honda   | 56 (72) | wereldkampioen |
| 2   | Phil Read         | Yamaha  | 28      |                |
| 3   | Jim Redman        | Honda   | 20      |                |
| 4   | Derek Woodman     | MZ      | 18      |                |
| 5   | Stuart Graham     | Honda   | 15      |                |
| 6   | František Šťastný | Jawa    | 11      |                |
| 7   | Mike Duff         | Yamaha  | 9       |                |
| 7   | Heinz Rosner      | MZ      | 9       |                |
| 9   | Gyula Marsovszky  | Bultaco | 8       |                |
| 9   | Ginger Molloy     | Bultaco | 8       |                |
| 9   | Jack Findlay      | Bultaco | 8       |                |

(Punten tussen haakjes zijn inclusief streepresultaten)

## Lightweight 125 cc TT
Woensdag 31 augustus, drie ronden (182 km)
De Lightweight 125 cc TT moest vanwege de zeer dichte mist enkele uren worden uitgesteld. Hoewel de wereldtitel al beslist was, waren de verwachtingen hooggespannen. Suzuki, dat slechts één podiumplaats gehaald had (Yoshimi Katayama op de Sachsenring) had de snelste trainingstijd dankzij Hugh Anderson die met de RT 66 een nieuw ronderecord gereden had. Verder zette Yamaha haar nieuwe RA 31-viercilinders weer in en Honda uiteraard de vijfcilinder RC 149. Bill Ivy was juist fit verklaard en won de race door van start tot finish aan de leiding te gaan. Phil Read finishte een halve minuut achter hem en Anderson werd derde. Honda zakte eigenlijk door het ijs. De snelste was Mike Hailwood, die een slechte start gehad had maar toch nog even snel doortrok. Later liet hij zijn tempo wat afzakken maar hij was nog altijd veel sneller dan zijn teamgenoten Ralph Bryans en Luigi Taveri. Toch eindigden de fabrieks-Honda's op de plaatsen zes, zeven en acht. De rest van het veld bestond voor een groot deel uit de populaire Honda CR 93-productieracers.

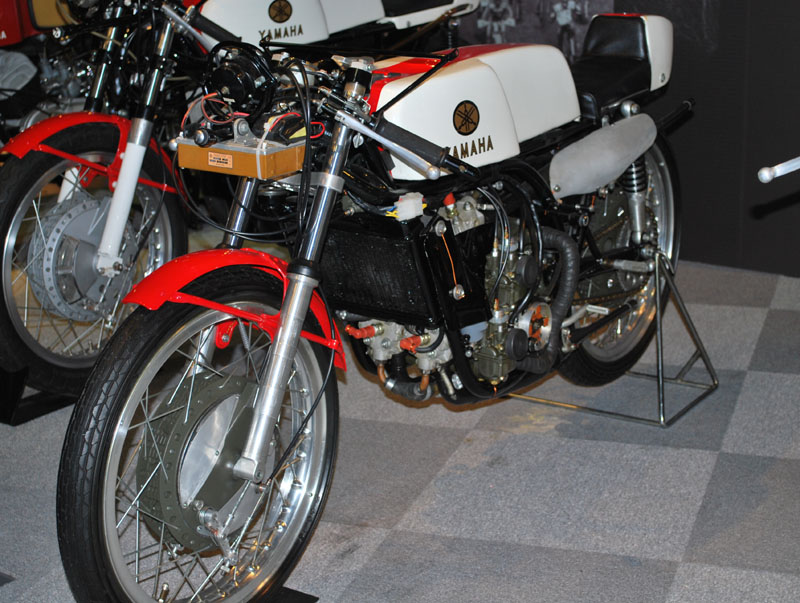
De Yamaha RA 31 was ineens succesvol, nadat de machine het in de Ulster Grand Prix nog slecht gedaan had.

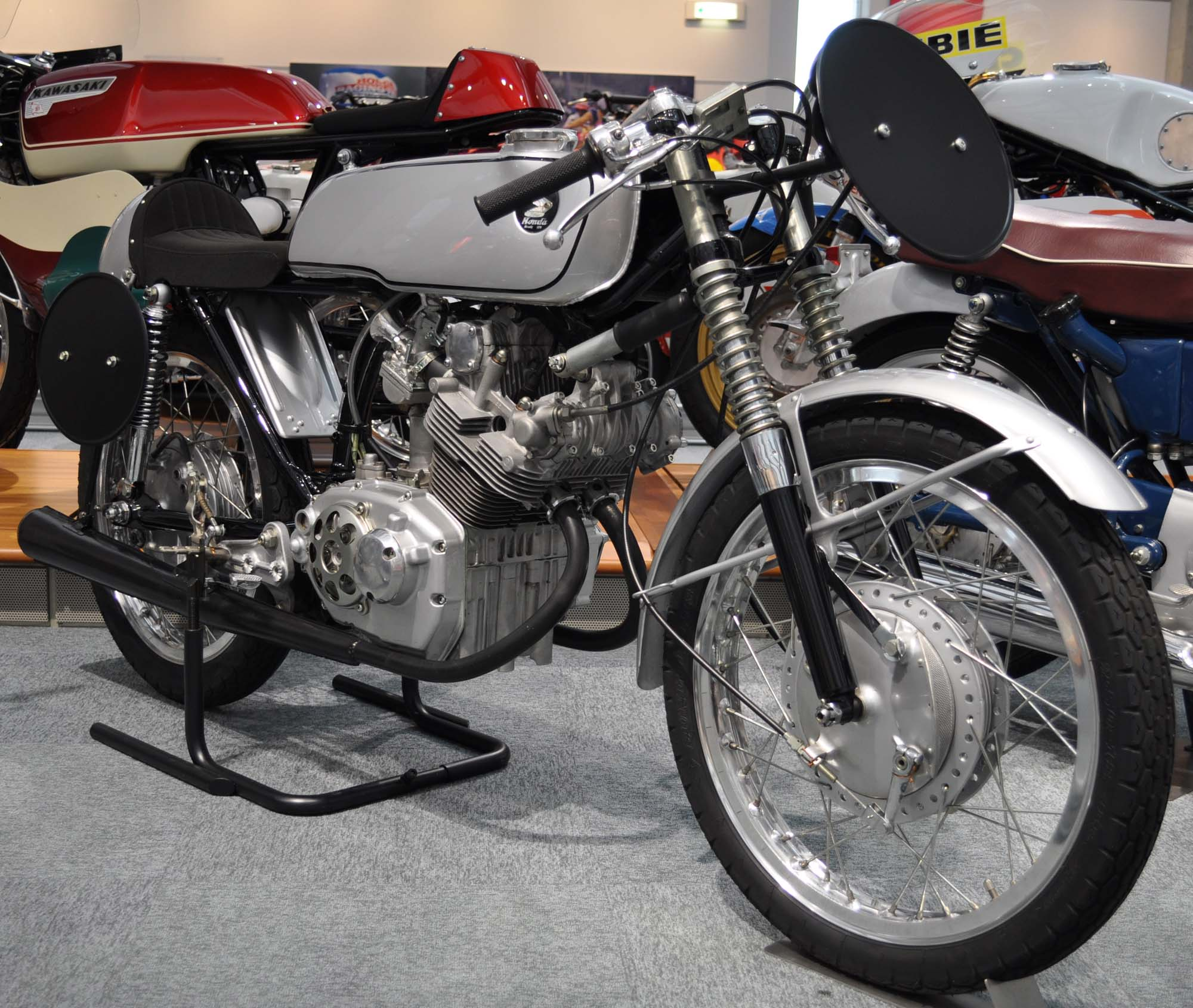
Dankzij de Honda CR 93-productieracer kende de Lightweight 125 cc TT een behoorlijk startveld.

| Pos | Coureur             | Merk    | Tijd      | Punten |
| --- | ------------------- | ------- | --------- | ------ |
| 1   | Bill Ivy            | Yamaha  | 1:09"32'8 | 8      |
| 2   | Phil Read           | Yamaha  | 1:10"03'2 | 6      |
| 3   | Hugh Anderson       | Suzuki  | 1:10"09'2 | 4      |
| 4   | Mike Duff           | Yamaha  | 1:11"11'2 | 3      |
| 5   | Frank Perris        | Suzuki  | 1:11"24'0 | 2      |
| 6   | Mike Hailwood       | Honda   | 1:11"26'6 | 1      |
| 7   | Ralph Bryans        | Honda   | 1:16"53'6 |        |
| 8   | Luigi Taveri        | Honda   | 1:18"16'8 |        |
| 9   | Jim Curry           | Honda   | 1:19"57'8 |        |
| 10  | Kevin Cass          | Bultaco | 1:20"03'4 |        |
| 11  | Dave Simmonds       | Tohatsu | 1:20"07'6 |        |
| 12  | Kel Carruthers      | Honda   | 1:21"21'0 |        |
| 13  | Gary Dickinson      | Honda   | 1:21"51'6 |        |
| 14  | Fred Stevens        | Honda   | 1:22"37'6 |        |
| 15  | B. Richards         | Honda   | 1:22"59'4 |        |
| 16  | George Plenderleith | Honda   | 1:23"01'8 |        |
| 17  | Steve Murray        | Honda   | 1:23"40'4 |        |
| 18  | Bill Smith          | Honda   | 1:24"32'8 |        |
| 19  | Terry Grotefeld     | Honda   | 1:25"22'2 |        |
| 20  | Les Iles            | Bultaco | 1:25"30'8 |        |
| 33  | Barry Smith         | Honda   |           |        |

| Coureur      | Merk    | Oorzaak |
| ------------ | ------- | ------- |
| Jack Findlay | Bultaco |         |
| Tommy Robb   | Yamaha  |         |

| Coureur              | Merk    | Oorzaak |
| -------------------- | ------- | ------- |
| Friedhelm Kohlar     | MZ      |         |
| Hartmut Bischoff     | MZ      |         |
| Hans Georg Anscheidt | Suzuki  |         |
| Herbert Mann         | MZ      |         |
| Walter Scheimann     | Honda   |         |
| José Medrano         | Bultaco |         |
| Peter Williams       | EMC     |         |
| Francesco Villa      | Montesa |         |
| Akiyasu Motohashi    | Yamaha  |         |
| Mitsuo Itoh          | Suzuki  |         |
| Yasuharu Yuzawa      | Yamaha  |         |
| Yoshimi Katayama     | Suzuki  |         |

### Top tien tussenstand 125cc-klasse
| Pos | Coureur              | Merk    | Ptn     |                |
| --- | -------------------- | ------- | ------- | -------------- |
| 1   | Luigi Taveri         | Honda   | 44 (50) | wereldkampioen |
| 2   | Bill Ivy             | Yamaha  | 32      |                |
| 3   | Phil Read            | Yamaha  | 29 (32) |                |
| 4   | Ralph Bryans         | Honda   | 27      |                |
| 5   | Hugh Anderson        | Suzuki  | 15      |                |
| 6   | Frank Perris         | Suzuki  | 10      |                |
| 7   | Yoshimi Katayama     | Suzuki  | 8       |                |
| 8   | Mike Duff            | Yamaha  | 4       |                |
| 9   | Tommy Robb           | Yamaha  | 3       |                |
| 10  | Hans Georg Anscheidt | Suzuki  | 2       |                |
| 10  | Francesco Villa      | Montesa | 2       |                |
| 10  | Akiyasu Motohashi    | Yamaha  | 2       |                |

(Punten tussen haakjes zijn inclusief streepresultaten)

## 50 cc TT
Vrijdag 2 september, drie ronden (182 km)
De belangstelling voor de 50cc-klasse was op Man nog steeds tanende en er gingen zelfs stemmen op om ze te laten vervallen (bij minder dan 25 deelnemers was dat toegestaan). Uiteindelijk verschenen er 29 starters, maar die moesten het wel doen met een - voor de Isle of Man TT ongebruikelijke - massastart. De 50 cc TT werd eigenlijk een saaie race. De top vier eindigde een flink eind uit elkaar. Ralph Bryans en Luigi Taveri waren met hun Honda RC 116-tweecilinders het snelst, maar tussen hen beiden zaten op het einde toch nog 51 seconden. Hugh Anderson eindigde met zijn Suzuki RK 66 bijna 2½ minuut achter de winnaar maar 1 minuut en 10 seconden voor zijn teamgenoot Ernst Degner. Bryan Gleed en Dave Simmonds beschikten over de oude RC 111-eencilinder fabrieksracers van Honda en zij werden vijfde en zesde, resp. 20 en 22 volle minuten achter Ralph Bryans en dat was bijna een ronde van 60 km!

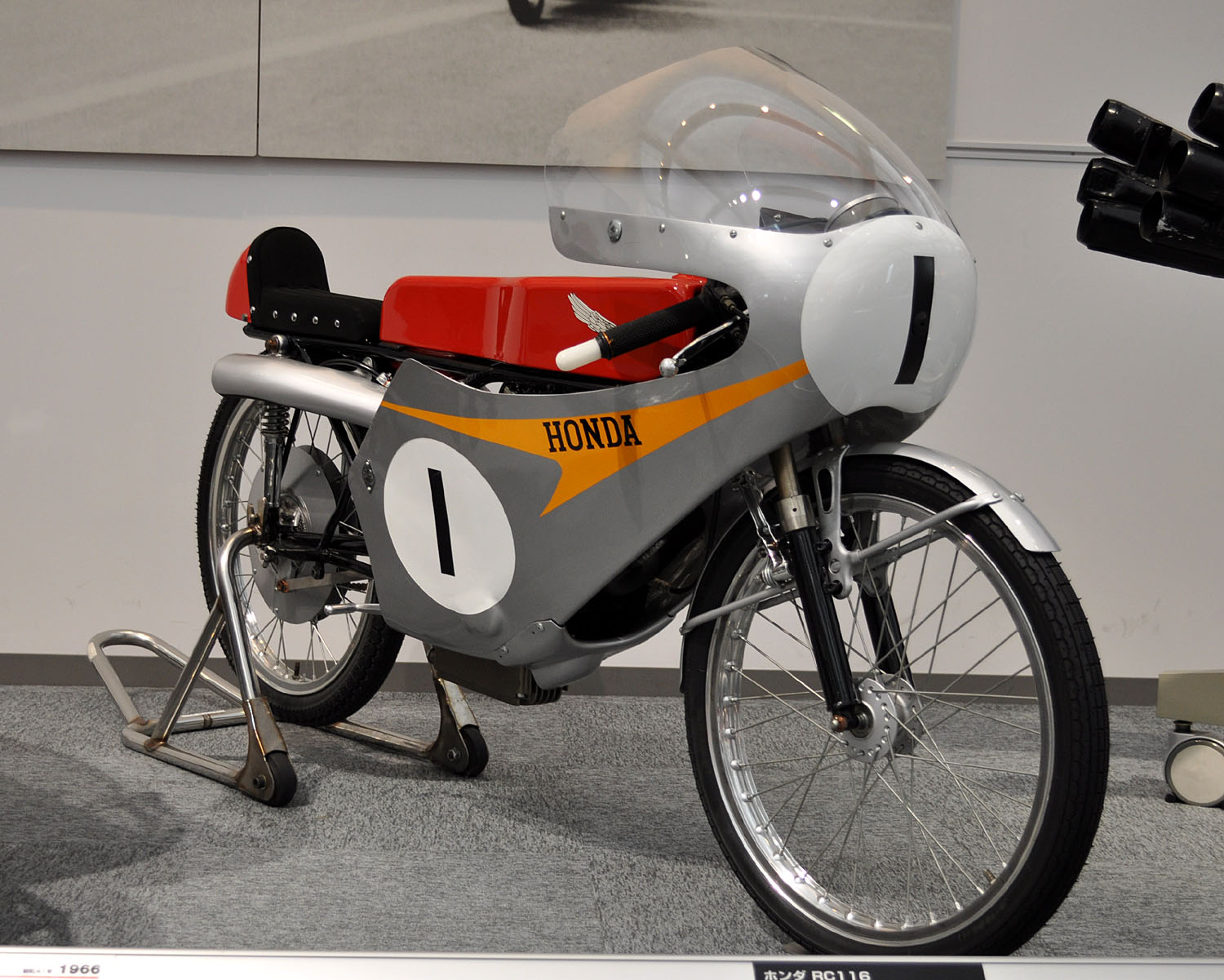
50cc-Honda RC 116 tweecilinder

| Pos | Coureur       | Merk   | Tijd      | Punten |
| --- | ------------- | ------ | --------- | ------ |
| 1   | Ralph Bryans  | Honda  | 1:19"17'2 | 8      |
| 2   | Luigi Taveri  | Honda  | 1:20"08'4 | 6      |
| 3   | Hugh Anderson | Suzuki | 1:21"41'0 | 4      |
| 4   | Ernst Degner  | Suzuki | 1:22"52'2 | 3      |
| 5   | Brian Gleed   | Honda  | 1:39"31'6 | 2      |
| 6   | Dave Simmonds | Honda  | 1:41"50'0 | 1      |
| 7   | Les Griffiths | Honda  | 1:44"28'6 |        |
| 8   | Jim Pink      | Honda  | 1:44"29'0 |        |
| 9   | M. Allen      | Honda  | 1:45"20'4 |        |
| 10  | B. Kettle     | Honda  | 1:45"33'6 |        |
| 11  | Tommy Robb    | Suzuki | 1:46"59'2 |        |
| 12  | A. Robinson   | Honda  | 1:48"20'4 |        |
| 13  | S. Lawley     | Honda  | 1:51"58'2 |        |

| Coureur              | Merk        | Oorzaak |
| -------------------- | ----------- | ------- |
| Barry Smith          | Derbi       |         |
| Jack Findlay         | Bridgestone |         |
| Hans Georg Anscheidt | Suzuki      |         |
| Oswald Dittrich      | Kreidler    |         |
| Chris Vincent        | Suzuki      |         |
| Mike Simmonds        | Tohatsu     |         |
| Isao Morishita       | Bridgestone |         |
| Mitsuo Itoh          | Suzuki      |         |
| Yoshimi Katayama     | Suzuki      |         |

| Coureur         | Merk     | Oorzaak |
| --------------- | -------- | ------- |
| André Roth      | Derbi    |         |
| Ángel Nieto     | Derbi    |         |
| Cees van Dongen | Kreidler |         |

### Top tien tussenstand 50cc-klasse
| Pos | Coureur              | Merk        | Ptn |
| --- | -------------------- | ----------- | --- |
| 1   | Luigi Taveri         | Honda       | 25  |
| 2   | Ralph Bryans         | Honda       | 24  |
| 3   | Hans Georg Anscheidt | Suzuki      | 17  |
| 4   | Hugh Anderson        | Suzuki      | 15  |
| 5   | Ernst Degner         | Suzuki      | 3   |
| 6   | Oswald Dittrich      | Kreidler    | 2   |
| 6   | Ángel Nieto          | Derbi       | 2   |
| 6   | Yoshimi Katayama     | Suzuki      | 2   |
| 6   | Brian Gleed          | Honda       | 2   |
| 10  | Cees van Dongen      | Kreidler    | 1   |
| 10  | Barry Smith          | Derbi       | 1   |
| 10  | Isao Morishita       | Bridgestone | 1   |
| 10  | Dave Simmonds        | Honda       | 1   |

## Sidecar TT
Zondag 28 augustus, drie ronden (182 km)
Door het besluit van de organisatie van de Grand Prix des Nations om de zijspanklasse te schrappen werd de uitgestelde TT van Man de laatste race voor Max Deubel. Hij had in 1966 geen enkele overwinning behaald maar was gedreven zijn allerlaatste Grand Prix winnend af te sluiten. Hij had de Sidecar TT al drie keer gewonnen, Fritz Scheidegger nog nooit. Scheidegger draaide in de training zijn motor stuk en moest een reserveblok monteren, wat de kansen voor Deubel vergrootte. Bovendien had Deubel de snelste trainingstijd gereden. Scheidegger startte vijf minuten na Deubel door de gebruikelijke interval-start bij de TT. Max Deubel/Emil Hörner draaiden de snelste raceronde en bij het ingaan van de derde en laatste ronde lagen Fritz Scheidegger/John Robinson 15 seconden achter hen. De strijd om de tweede plaats ging zelfs tussen Georg Auerbacher/Wolfgang Kalauch en Colin Seeley/Wally Rawlings. Deubel deed het in de laatste ronde op advies van zijn pitcrew iets rustiger aan. Scheidegger leek echter juist vleugels te krijgen en won de race met de tot dan toe kleinste marge ooit: 0,8 seconde. Auerbacher, die een pitstop van ruim een minuut had moeten maken, werd toch nog derde. De interval-start was hier duidelijk in het nadeel: bij een rechtstreeks gevecht met Scheidegger had Deubel het gevaar onderkend en zeker gewonnen, maar nu wist hij niet beter dan dat zijn voorsprong ruim voldoende was en pas vijf minuten na zijn eigen finish ontdekte hij dat hij níet had gewonnen. Deubel werd echter geholpen door de organisatie, die vier uur na de wedstrijd besloot Scheidegger te diskwalificeren vanwege het tanken bij een gewoon Esso-tankstation en niet met de door de organisatie verstrekte benzine te rijden. Scheidegger protesteerde maar zijn protest werd onmiddellijk afgewezen door de grotendeels Britse jury. Tijdens het FIM-congres in oktober 1966 werd Scheidegger in ere hersteld en alsnog tot winnaar van de Sidecar TT verklaard. Toen besloot Scheidegger ook om zijn carrière voort te zetten, want na de TT van Man was hij zó kwaad dat hij had gemeld te stoppen met racen.
| Pos | Coureur           | Bakkenist        | Merk    | Tijd      | Punten |
| --- | ----------------- | ---------------- | ------- | --------- | ------ |
| 1   | Fritz Scheidegger | John Robinson    | BMW     | 1:14"50'0 | 8      |
| 2   | Max Deubel        | Emil Hörner      | BMW     | 1:14"50'8 | 6      |
| 3   | Georg Auerbacher  | Wolfgang Kalauch | BMW     | 1:16"52'4 | 4      |
| 4   | Klaus Enders      | Ralf Engelhardt  | BMW     | 1:17"14'4 | 3      |
| 5   | Colin Seeley      | Wally Rawlings   | BMW     | 1:17"42'6 | 2      |
| 6   | Barry Dungsworth  | Neil Caddow      | BMW     | 1:19"33'4 | 1      |
| 7   | Siegfried Schauzu | Horst Schneider  | BMW     | 1:20"01'8 |        |
| 8   | Arsenius Butscher | Armgard Neumann  | BMW     | 1:20"42'4 |        |
| 9   | Terry Vinicombe   | John Flaxman     | BSA     | 1:21"33'5 |        |
| 10  | Barry Thompson    | Gerald Wood      | BMW     | 1:23"33'4 |        |
| 11  | Harald Wohlfahrt  | R. Schwips       | BMW     | 1:24"22'4 |        |
| 12  | R. Ford           | G. Hughes        | Triumph | 1:25"25'2 |        |
| 13  | Derek Yorke       | John Chisnall    | Triton  | 1:28"22'0 |        |
| 14  | Mick Potter       | D. Wright        | Triumph | 1:28"24'2 |        |
| 15  | Martin Candy      | R. du Pont       | MJC     | 1:31"29'4 |        |
| 16  | Bill Cooper       | D. Glasby        | Triumph | 1:32"11'2 |        |
| 17  | E. Parkinson      | R. Philpott      | Triumph | 1:33"05'0 |        |
| 18  | Roy Hanks         | T. Holden        | BSA     | 1:33"09'0 |        |
| 19  | A. Sansum         | T. King          | Triumph | 1:35"06'0 |        |
| 20  | P. Scales         | J. Ferguson      | Triumph | 1:35"33'6 |        |
| 27  | Bill Boddice      | Eric Bliss       | BSA     | 1:39"10'6 |        |

| Coureur               | Bakkenist     | Merk | Oorzaak |
| --------------------- | ------------- | ---- | ------- |
| Heinz Luthringshauser | Hermann Hahn  | BMW  |         |
| Otto Kölle            | Billie Nelson | BMW  |         |

| Coureur        | Bakkenist      | Merk | Oorzaak |
| -------------- | -------------- | ---- | ------- |
| Chris Vincent  | Terry Harrison | BMW  |         |
| Tony Wakefield | Graham Milton  | BMW  |         |

### Eindstand zijspanklasse
| Pos. | Coureur               | Bakkenist                              | Motorfiets | Ptn.    |
| ---- | --------------------- | -------------------------------------- | ---------- | ------- |
| 1    | Fritz Scheidegger     | John Robinson                          | BMW        | 24 (40) |
| 2    | Max Deubel            | Emil Hörner                            | BMW        | 18 (28) |
| 3    | Colin Seeley          | Wally Rawlings                         | BMW        | 12 (14) |
| 4    | Georg Auerbacher      | Eduard Dein en Wolfgang Kalauch        | BMW        | 11 (17) |
| 5    | Klaus Enders          | Reinhold Mannischef en Ralf Engelhardt | BMW        | 6       |
| 6    | Chris Vincent         | Graham Steward en Terry Harrison       | BMW        | 5       |
| 7    | Otto Kölle            | Heinz Marquardt                        | BMW        | 4       |
| 8    | Siegfried Schauzu     | Horst Schneider                        | BMW        | 2       |
| 9    | Heinz Luthringshauser | Hermann Hahn                           | BMW        | 1       |
| 9    | Barry Thompson        | Gerald Wood                            | BMW        | 1       |
| 9    | Tony Wakefield        | Graham Milton                          | BMW        | 1       |
| 9    | Barry Dungsworth      | Neil Caddow                            | BMW        | 1       |

(Punten tussen haakjes zijn inclusief streepresultaten)

## Trivia

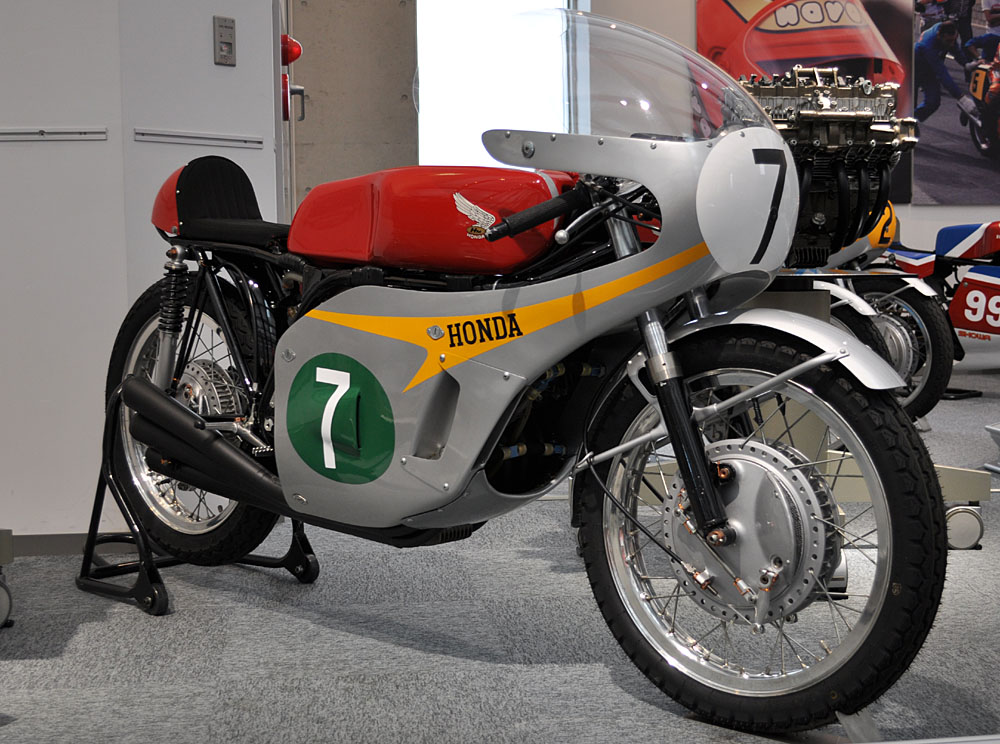
De 250cc-Honda RC 166 was zó snel, dat Mike Hailwoods tijd in de 250cc-race goed genoeg was geweest om de 350cc-race ook te winnen. Stuart Grahams tijd was goed genoeg geweest voor de tweede plaats in de 350cc-race.

### Fictieve uitslag Junior TT
In 1967 verving Honda de 350cc-viercilinder Honda RC 173 door de slechts 297cc-metende zescilinder Honda RC 174. Dat is niet vreemd als men de recordtijd van Giacomo Agostini's MV Agusta 350 3C vergelijkt met de 250cc-zescilinder Honda RC 166. Met die machine zou Hailwood zelfs nog veel sneller dan Agostini zijn geweest en zou de uitslag van de Junior TT er zo hebben uitgezien:
| Pos | Coureur          | Merk                   | Tijd      |
| --- | ---------------- | ---------------------- | --------- |
| 1   | Mike Hailwood    | 250cc-Honda RC 166     | 2:13"26'0 |
| 2   | Giacomo Agostini | 350cc-MV Agusta 350 3C | 2:14"40'4 |
| 3   | Stuart Graham    | 250cc-Honda RC 166     | 2:19"20'0 |
| 4   | Peter Williams   | 350cc-AJS 7R           | 2:24"46'6 |

### Verlost
Tommy Robb stond onder contract bij Suzuki tot "na de TT van Man", voor de 50cc-klasse. Toen hij dat contract tekende, ging hij ervan uit dat deze TT voor de TT van Assen zou plaatsvinden. Hij was dan ook van plan om vanaf Assen met de 50cc-Bridgestone te gaan rijden. Na zijn teleurstellende Britse TT (elfde in de 50cc-race) was hij eindelijk vrij om dat te doen. Hij zou ook zijn enige punten met de Bridgestone scoren, tijdens de Grand Prix van Japan.
1907 · 1908 · 1909 · 1910 · 1911 · 1912 · 1913 · 1914 · Eerste Wereldoorlog · 1920 · 1921 · 1922 · 1923 · 1924 · 1925 · 1926 · 1927 · 1928 · 1929 · 1930 · 1931 · 1932 · 1933 · 1934 · 1935 · 1936 · 1937 · 1938 · 1939 · Tweede Wereldoorlog · 1947 · 1948 · 1949 · 1950 ·1951 · 1952 · 1953 · 1954 · 1955 · 1956 · 1957 · 1958 · 1959 · 1960 · 1961 · 1962 · 1963 · 1964 · 1965 · 1966 · 1967 · 1968 · 1969 · 1970 · 1971 · 1972 · 1973 · 1974 · 1975 · 1976 · 1977 · 1978 · 1979 · 1980 · 1981 · 1982 · 1983 · 1984 · 1985 · 1986 · 1987 · 1988 · 1989 · 1990 · 1991 · 1992 · 1993 · 1994 · 1995 · 1996 · 1997 · 1998 · 1999 · 2000 · 2002 · 2003 · 2004 · 2005 · 2006 · 2007 · 2008 · 2009 · 2010 · 2011 · 2012 · 2013 · 2014